# Nitro (grup funcional)

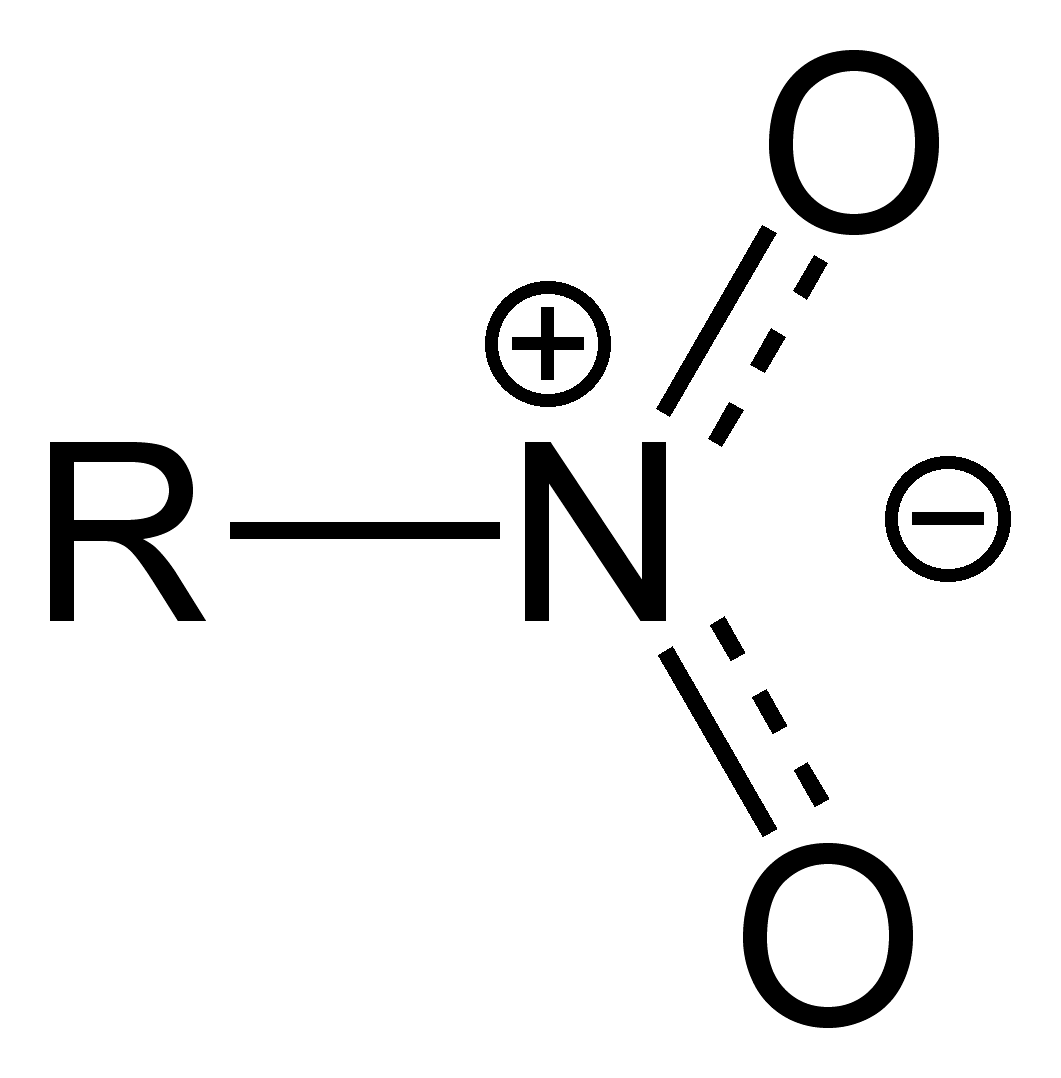
Grup nitro

El grup nitro en química orgànica és un grup funcional de fórmula -NO₂. Els nitrocompostos o compostos nitro són, doncs, compostos orgànics que contenen un o més grups funcionals nitro. Sovint són compostos altament explosius. Molts explosius es fan per nitració incloent el trinitrofenol (àcid pícric), trinitrotoluè (TNT), i trinitroresorcinol (àcid estífnic).

## Presència a la natura
El cloramfenicol és un rar exemple de producte natural que conté un grup nitro. Com a mínim alguns compostos nitro natural sorgeixen de l'oxidació de grups amino. El 2-Nitrofenol és una agrgació de feromones de les paparres.

## Reactivitat

### Compostos nitro alifàtics
La reacció de Nef transforma nitroalcans primaris o secundaris a aldehids o cetones, respectivament.

### Compostos nitro aromàtics
El grup nitro té un efecte desactivant sobre el nucli aromàtic i en redueix la capacitat d'efectuar la substitució electròfila aromàtica. La raó d'aquesta desactivació es troba en l'atracció dels electrons del nucli aromàticcap el grup nitro, cosa que causa una deficiència electrònica en posició para i orto. Aleshores s'afavoreix la posició meta.

## Síntesi
La síntesi de compostos nitrats es fa per nitració. Hi ha dues maneres principals de produir-los:
- Compostos aromàtics:

En aquest cas la nitració es fa per substitució electrofílica. Una mescla d'àcids forts, àcid sulfúric principalment, i l'àcid nítric forma l'ió nitroni que s'empelta amb el compost aromàtic per formar un intermediari de Wheland, després un protó s'elimina per permetre el retorn de l'aromaticitat del compost.
- Compostos alifàtics:

Els compostos alifàtics són nitracionats en fase gasosa en presència d'acid nítric. Aquest darrer forma el radical NO₂ que reacciona amb el substrat.